# Deutsche Guggenheim
Le musée Guggenheim de Berlin, situé sur la célèbre avenue Unter den Linden, était un espace d'exposition restreint et particulièrement minimaliste. Son droit d'entrée était de quatre euros pour accéder à l'unique pièce du musée.
En février 2013, après 15 ans d'activité, son accord avec la fondation Guggenheim a pris fin.